# Ibanseong-myeon
Ibanseong-myeon (koreanska: 이반성면)  är en socken i den södra delen av Sydkorea, 290 km söder om huvudstaden Seoul. Den ligger i kommunen Jinju i provinsen Södra Gyeongsang.